# Frauenwahlrecht in Afrika südlich der Sahara

Afrika südlich der Sahara

Das Frauenwahlrecht in Afrika südlich der Sahara wurde in seiner Entwicklung wesentlich von der Kolonialgeschichte geprägt. Vor der Kolonialisierung hatten Frauen auf familiärer und lokaler Ebene Einfluss, aber keine offizielle Autorität. Dennoch gibt es zahlreiche Beispiele für weibliche Stammesoberhäupter und Frauenorganisationen, die wegen ihrer zentralen Rolle bei der landwirtschaftlichen Produktion und der Vermarktung von Gütern politisches Gewicht hatten.
Während der Kolonialzeit wurde die Macht der Frauen wesentlich beschnitten, weil die Mächtigen die Überzeugung vertraten, dass Frauen ins Haus gehörten und in der Politik nichts verloren hätten.
Als Afrika dekolonialisiert wurde, war eine demokratische Verfassung ohne Frauenwahlrecht kaum noch vorstellbar. Das Frauenwahlrecht war eine der Maßnahmen, die Eingang in eine moderne Verfassung der unabhängigen Staaten fanden. Die weichenden Kolonialmächte blockierten es nicht, und die neue politische Elite begrüßte es. In den Jahrzehnten nach der Dekolonialisierung aber zerstörten in vielen afrikanischen Ländern autoritäre Regimes die Hoffnungen auf Demokratie.

## Historische Entwicklungslinien

Ethel Tawse Jollie, rhodesische Publizistin, Schriftstellerin und politische Aktivistin, war die erste weibliche Abgeordnete im British Empire außerhalb Großbritanniens (aus einer Veröffentlichung von 1907)

Vor der Kolonialzeit waren die Hauptanliegen von Frauen in Afrika Heiratsregeln, der Zugang zu Bildung und Nahrungsmittelknappheit, nicht das Frauenwahlrecht. Auf familiärer und lokaler Ebene hatten sie zwar Einfluss, aber keine offizielle Autorität. Dennoch gibt es zahlreiche Beispiele für weibliche Stammesoberhäupter und Frauenorganisationen, die wegen ihrer zentralen Rolle bei der landwirtschaftlichen Produktion und der Vermarktung von Gütern politischen Einfluss hatten. Oft konnten Frauen für die Abschaffung unpopulärer lokaler Gesetze und Steuern sorgen, indem sie auf Männer in Machtpositionen Druck ausübten. Audrey Chapman Smock charakterisierte die Rollen von Frauen und Männern als unterschiedlich und einander ergänzend, sah aber keine Über- oder Unterordnung.
Vorläufer der politischen Kolonialisierung waren die Handelsexpeditionen der Europäer. Der Beginn politischer Machtansprüche wird zeitlich oft an der Beanspruchung des Kongo durch den belgischen König Leopold II. 1879 festgemacht. Es folgten die Briten, Franzosen, Deutschen, Spanier, Portugiesen und Italiener, und nach 25 Jahren wurde fast der gesamte Kontinent außer Äthiopien und Liberia von Europäern kontrolliert. Ziele der Kolonialmächte waren die Verfügungsgewalt über Rohstoffe, die Erschließung neuer Märkte für in Europa produzierte Waren und eine Ausdehnung der eigenen Macht und Größe. Der proklamierte Anspruch der Zivilisierung des afrikanischen Kontinents schloss die Beendigung der Sklaverei ebenso ein wie die Verbreitung des Christentums. Die angebliche traditionelle Unterprivilegierung von Frauen wurde als ein Argument für die Notwendigkeit einer Zivilisierung benutzt. Monogamie und eheliche Treue wurden propagiert. Zwar gingen Mädchen und Jungen zur Schule, doch unterschieden sich die Zahlen deutlich: In Ghana kamen zum Beispiel 1918 in den öffentlichen Schulen auf jedes Mädchen sechs Jungen, in den Basler Missionsschulen war das Verhältnis 1:3.
Während der Kolonialzeit wurde die Macht der Frauen wesentlich beschnitten, weil die Mächtigen die Überzeugung vertraten, dass Frauen ins Haus gehörten und in der Politik nichts verloren hätten. Gegen diesen Sturz in die Bedeutungslosigkeit leisteten Frauen Widerstand, indem sie an kollektiven Aktionen teilnahmen, etwa dem Widerstand gegen Steuern in Nigeria und Tansania und dem Engagement in Befreiungsbewegungen, zum Beispiel in Eritrea, Guinea-Bissau, Namibia und Südafrika. Einige gebildete Frauen, etwa Funmilayo Ransome-Kuti aus Nigeria oder Constance Cummings-John aus Sierra Leone, wurden politisch aktiv, konnten ihre politischen Anliegen in Parteien einbringen und für das Frauenwahlrecht eintreten. Die immer noch vorhandenen Stammesstrukturen sorgten dafür, dass es keine großen Auseinandersetzungen um das Frauenwahlrecht gab; und wo es sie gab, da war die Bevölkerung überwiegend islamisch.
In der postkolonialen Zeit wurde die politische Macht zentralisiert und das politische Leben entfernte sich tendenziell von seinen lokalen Wurzeln. Deshalb ist es – von einigen Ausnahmen wie Südafrika abgesehen – immer noch schwierig für Frauen, Zugang zur politischen Sphäre zu finden. Schlüssel für den politischen Erfolg sind ein hohes Bildungsniveau und eine bezahlte Anstellung. Der Aufstieg von Diktaturen verschlimmerte die Situation für Frauen, doch gibt es durchaus afrikanische Frauen, die Regierungsämter ausübten. Ghana ist insofern repräsentativ für den afrikanischen Kontinent, als Frauen im postkolonialen politischen System keine Rolle spielten. Zwar waren Frauen nicht von hohen Regierungsämtern ausgeschlossen, aber Frauen hatten nur wenige bedeutende politische Ämter inne.

## Untersuchung möglicher Einflussfaktoren auf die politische Repräsentation von Frauen

### Bewaffneter Widerstand gegen die Kolonialmächte
Offensichtlich hatte es keine Bedeutung für die Einführung des Frauenwahlrechts, ob es in dem Land einen bewaffneten Kampf gegen die Kolonialherren gab, beziehungsweise ob Frauen sich darin engagierten. In Zimbabwe und Mozambique, wo Frauen sich gegen die Kolonialmächte bewaffnet zur Wehr setzten, ging der Kampf um das Frauenwahlrecht nicht besser voran als in Ghana, wo der Machtübergang friedlich erfolgte oder in Liberia, das nie unter europäischer Herrschaft war. Innerhalb der Widerstandsbewegungen spielten Frauen häufig eine aktive Rolle: Sie stellten die Mehrheit derer, die in den ersten achtzehn Monaten der Tanganyika African National Union (Tanganjika, heute Tansania) organisiert waren; die ethnische Bewegung der Zulu fanden sich mehr als fünfzig Prozent Frauen und in Guinea sollen Frauen durch einen Sexstreik erreicht haben, dass ihre Ehemänner sich der nationalistischen Bewegung anschlossen.

### Westliche Vorstellung von Fortschritt
Die Einführung des Frauenwahlrechts war keine Belohnung von Frauen für deren Verdienste um die Nation, sondern vielmehr Ausdruck einer westlichen Vorstellung von Fortschritt. Frauen erhielten Beifall, wenn sie sich der westlichen Vorstellung von Fortschritt anschlossen, der Blick auf die besonderen Bedingungen Afrikas spielte hierbei keine Rolle. Als 1948 in Artikel 21 der Allgemeinen Erklärung der Menschenrechte das allgemeine und gleiche Wahlrecht aufgenommen wurde, wurde damit eine Schlüsselforderung der antikolonialistischen Bewegungen erfüllt. Das Frauenwahlrecht galt, wie ein Parlamentsgebäude oder eine nationale Fluglinie, als eines von mehreren Elementen der unabhängig gewordenen Staaten.

### Regierungsform
Ghana ist insofern repräsentativ für den afrikanischen Kontinent, als Frauen in der postkolonialen Zeit wenig Einfluss hatten. Frauen waren zwar von hohen Regierungsämtern nicht ausgeschlossen, hatten aber nur wenige hochrangige politische Ämter inne.  Der Nationale Rat für Frauen und Entwicklung Ghanas wünschte sich in den frühen 1970er Jahren mehr Frauen in Entscheidungspositionen in der Politik, stellte aber auch fest, dass das Land bei seinem Übergang in die Unabhängigkeit unter einem Militärregime war; da es keine hochrangigen Frauen in der Armee gab, war es auch nicht möglich, Frauen in die Regierung zu berufen.

### Bildung und Klasse
Der Historiker Audrey Chapman Smock bemerkte, dass gebildete Frauen wenig Neigung zeigten, ihre nicht so gebildeten Frauen in ihre Organisationen aufzunehmen. Die Führerinnen der Frauenorganisationen gehörten also einer Elite an, die nur wenig Diskriminierung erlebte und nur wenig Motivation verspürte, gegen Ungerechtigkeiten vorzugehen und die Organisationen auf eine breitere Basis zu stellen. Hier stand die Solidarität mit der eigenen Klasse im Vordergrund, nicht der Einsatz für Frauen aus anderen Klassen.

### Frauenbewegungen und Feminismus
Selbst in den meisten fortschrittlichen Ländern Afrikas gab es keine nennenswerte Frauenbewegung. Westliche Modelle politischer Aktivität von Frauen waren unangemessen. So betrachtete sich zum Beispiel Florence Abena Dolphyne, immerhin Vorsitzende des Nationalen Rates für Frauen und Entwicklung in Ghana, nicht als Feministin. Die feministische Bewegung ging an der Realität afrikanischer Frauen vorbei: Hier ging es nicht in erster Linie um das Frauenwahlrecht, sondern um Fragen, die mit der Entwicklung des Landes zusammenhingen, etwa Zugang zu sauberem Trinkwasser und mehr Unabhängigkeit von den Preisschwankungen für Agrargüter auf den Weltmärkten.

### Demokratisierung
Eine demokratische Verfassung ohne Frauenwahlrecht war zu dem Zeitpunkt, als Afrika dekolonialisiert wurde, kaum noch vorstellbar. Das Frauenwahlrecht war eine der Maßnahmen, die Eingang in eine moderne Verfassung der unabhängigen Staaten fanden. Die weichenden Kolonialmächte blockierten es nicht, und die neue politische Elite begrüßte es. In den Jahrzehnten nach der Dekolonialisierung aber zerstörten in vielen afrikanischen Ländern autoritäre Regimes die Hoffnungen auf Demokratie. Die alten Stammesordnungen blieben unangetastet, auch wenn die Kolonialzeit zu Ende ging. Somit fand keine tiefgreifende Demokratisierung statt.

## Einzelne Regionen

### Die ehemaligen belgischen Kolonien

#### Burundi
Allgemeines Wahlrecht erhielten Frauen in Burundi erstmals für die Kommunalwahlen von 1960. Bereits vor der Unabhängigkeit garantierte das von der belgischen Verwaltung des UN-Trust-Territoriums am 17. August 1961 ausgestellte Legislative Decree of Rwanda – Urundi (L.D.R.U.) N° 02/269 Frauen das allgemeine Wahlrecht auch auf nationaler Ebene. Bei der Unabhängigkeit 1962 wurde es bestätigt.
Das passives Frauenwahlrecht wurde am 17. August 1961 gewährt. Die erste Wahl einer Frau ins nationale Parlament erfolgte im Oktober 1982.

#### Demokratische Republik Kongo
Die Demokratische Republik Kongo wurde ursprünglich als Belgisch Kongo von einer gesetzgebenden Versammlung und regionalen Versammlungen verwaltet, in denen nur von Kolonialbehörden ernannte Europäer saßen. Gegen Ende der 1950er Jahre gab es zwar eine größere Beteiligung von Afrikanern, aber bis zur Unabhängigkeit, als die Kolonie in Zaire umbenannt wurde, kein volles Wahlrecht. Das Erlassgesetz zum Referendum Act N°67–223 vom 3. Mai 1967 erkannte das Recht aller Kongolesen sich am Verfassungsreferendum zu beteiligen unabhängig von deren Geschlecht an.
Das Gesetz über die Wahlen zur gesetzgebenden Versammlung und den Präsidentenwahlen vom 17. April 1970 gab Männern und Frauen explizit das passive Wahlrecht, wie dies schon in der Verfassung von 1967 vorgesehen gewesen war.
Die erste Wahl von Frauen ins nationale Parlament erfolgte im November 1970. Es wurden 12 Frauen gewählt.

#### Ruanda
Für die Kommunalwahlen von 1960 erhielten Frauen das aktive Wahlrecht. Im Legislative Decree of Rwanda – Urundi (L.D.R.U.) N° 02/269, erlassen am 17. August 1961 von der belgischen Verwaltung des UN-Mandatsgebiets, wurde Frauen das allgemeine Wahlrecht auf nationaler Ebene zugestanden und in den Wahlen zur Gesetzgebenden Versammlung vom 25. September 1961 erstmals ausgeübt. Das allgemeine Wahlrecht für alle Erwachsenen wurde bei der Unabhängigkeit 1962 bestätigt.
1961 erhielten Frauen das Recht, in alle Ämter mit Ausnahme des Präsidentenamtes gewählt zu werden. Das passive Wahlrecht für dieses Amt wurde ihnen erst 1978 in der neuen Verfassung zugestanden.
Im Dezember 1965 wurden erstmals Frauen ins nationale Parlament gewählt; nach einer anderen Quelle saß schon 1981 die erste Frau im Parlament.

### Die ehemaligen portugiesischen Kolonien

#### Angola
In der Kolonialzeit herrschte ein eingeschränktes Wahlrecht für die Wahl zum portugiesischen Parlament und den verschiedenen kolonialen gesetzgebenden Versammlungen. Einheimische waren vom Wahlrecht meist ausgenommen. 1961 erhielten alle Bürgerinnen und Bürger die portugiesische Staatsbürgerschaft und hatten ein Wahlrecht für Kommunalwahlen. Europäer hatten aber immer noch mehr Bürgerrechte als die schwarze afrikanische Bevölkerung. Mit der Unabhängigkeit wurde am 11. November 1975 das allgemeine Wahlrecht für alle Erwachsenen eingeführt.
Das passive Frauenwahlrecht wurde am 11. November 1975.
Die erste Wahl einer Frau ins nationale Parlament erfolgte im November 1980.

#### Guinea-Bissau
Bis 1961 waren Einheimische von der Wahl ausgeschlossen. 1961 erhielten alle die portugiesische Staatsangehörigkeit und konnten bei Lokalwahlen abstimmen. Vor der Unabhängigkeit 1974 hatten Frauen das Wahlrecht in den Gebieten, die von der Befreiungsbewegung PAIGC kontrolliert wurden. An den Befreiungskämpfen nahmen Frauen aktiv teil. 1977 wurde das allgemeine aktive Frauenwahlrecht eingeführt.
Das passive Frauenwahlrecht gibt es seit 1977.
Die erste Wahl einer Frau ins nationale Parlament erfolgte am 31. März 1984, 22 Frauen wurden gewählt. Im Jahr 1972 hatte Portugal noch vor der Unabhängigkeit Parlamentsabgeordnete ernannt und so ein Parlament geschaffen. Dieses Gremium wurde das erste gesetzgebende Gremium des Landes nach der Unabhängigkeit. In diesem Gremium befand sich zwar eine Frau, sie war aber nicht gewählt worden, sondern ernannt, nämlich am 14. Oktober 1973.

#### Mosambik
Vor 1961 war das Wahlrecht zu den Wahlen für das portugiesische Parlament und die verschiedenen kolonialen legislativen Versammlungen beschränkt: Es durften kaum Einheimische wählen. 1961 erhielten alle Bürgerinnen und Bürger der Kolonien die portugiesische Staatsangehörigkeit und konnten in lokalen und Stadtratswahlen abstimmen. Trotzdem hatten Weiße immer noch mehr Bürgerrechte als die schwarze Bevölkerung. Mit der Unabhängigkeit wurde am 25. Juni 1975 das allgemeine Wahlrecht eingeführt.
Das passive Frauenwahlrecht wurde am 25. Juni 1975 eingeführt.
Die erste Wahl einer Frau ins nationale Parlament erfolgte am 4. Dezember 1977, 26 Frauen wurden gewählt.

#### Kap Verde
Bis 1961, als alle die portugiesische Staatsangehörigkeit bekamen und in Kommunalwahlen wahlberechtigt wurden, waren alle Einheimischen (Männer wie Frauen) vom Wahlrecht ausgeschlossen. Unter portugiesischer Verwaltung wählten Frauen am 15. April 1975 zum ersten Mal.
Als das Land 1975 unabhängig geworden war, wurde das allgemeine Wahlrecht zum 5. Juli 1975 eingeführt. Im Juli 1989 wurde das allgemeine Wahlrecht auch auf die lokale Ebene ausgedehnt.
Passives Frauenwahlrecht: 5. Juli 1975 auf nationaler, 1989 auf lokaler Ebene.
Erste Wahl einer Frau ins nationale Parlament: Carmen Pereira, Juli 1975.

### Die ehemaligen spanischen Kolonien

#### Äquatorialguinea
Politische Entwicklung im Hinblick auf das aktive Frauenwahlrecht:
Die spanische Kolonie wurde 1959 zu einem Teil der Republik Spanien gemacht. In Übereinstimmung mit dem spanischen Wahlrecht, das damals Frauen nur ein eingeschränktes Wahlrecht zugestand, wurden Vertreter in das spanische Parlament gewählt. Mit dem Gesetz Basic Law  vom 15. Dezember 1963 erhielt das Gebiet unter dem Namen Äquatorialguinea beschränkte innere Autonomie und Selbstverwaltung zugestanden, und das Frauenwahlrecht wurde eingeführt. Unabhängig wurde Äquatorialguinea am 12. Oktober 1968, das Frauenwahlrecht wurde bestätigt.
Das passive Frauenwahlrecht wurde am 15. Dezember 1963 eingeführt.
Die erste Wahl einer Frau ins nationale Parlament erfolgte im September 1968, zwei Frauen wurden gewählt.

### Die ehemaligen britischen Kolonien
In Großbritannien wurden die Stimmen für die Einführung demokratischer Strukturen in den Kolonien in den 1930er Jahren lauter. So sprach sich beispielsweise die Six Point Gruppe 1939 in einem Brief an die Kolonialbehörde dafür aus, Frauen per Gesetz mehr Rechte einzuräumen. Sie kritisierte, dass Frauen entweder gar nicht wählen durften oder aber durch das Wahlrecht so benachteiligt würden, dass weniger als ein Prozent der Frauen wahlberechtigt waren. Die Kolonialbehörde antwortete, sie stehe einer Ausweitung der Wahlrechte in den Kolonien positiv gegenüber, wenn die Initiative dazu von dort käme. Als der Abzug der Briten aus den Kolonialgebieten absehbar war, engagierten sie sich dafür, dort demokratische Strukturen zu hinterlassen.

#### Botswana
Das Land war eine britische Kolonie. Die ersten Wahlen wurden 1961 abgehalten. Damals wählten Botswanas Europäer 10 Mitglieder in die gesetzgebenden Versammlungen. Der schwarzen Bevölkerung unter Einschluss der Frauen wurden zehn indirekt gewählte Mitglieder zugestanden, dazu kamen zwei von jeder ethnischen Gruppe Nominierte und zehn Kolonialbeamte. Das allgemeine Wahlrecht für alle Erwachsenen wurde in einer vor der Unabhängigkeit verfassten Verfassung am 1. März 1965 garantiert, und dies wurde 1966, als Botswana unabhängig wurde, bestätigt. Die Verfassung von 1965 trat erst mit der Unabhängigkeit 1966 in Kraft.
Passives Frauenwahlrecht: 1. März 1965
Erste Wahl einer Frau ins nationale Parlament: Oktober 1979

#### Gambia
Das allgemeine Wahlrecht wurde 1960 garantiert, und dies wurde bei der Unabhängigkeit 1965 bestätigt.
Das passive Frauenwahlrecht wurde 1960 eingeführt.
Die erste Wahl einer Frau ins nationale Parlament erfolgte im Mai 1982, drei Frauen wurden gewählt.

#### Ghana (ehemals Goldküste)
Unter britischer Verwaltung erhielten Frauen 1954 das aktive und passive Wahlrecht. Dieses wurde bei der Unabhängigkeit 1957 bestätigt.
In der Praxis behinderten die komplizierten Wahlvorschriften auch nach dem Erlangen des Rechts einer beschränkten Selbstverwaltung (außer im Norden) 1951, und nur Mabel Dove Danquah gelang es, 1954 in das koloniale gesetzgebende Gremium gewählt zu werden.
Die erste Wahl von Frauen ins nationale Parlament erfolgte im August 1969, zwei Frauen wurden gewählt.

#### Kenia
Seit 1907 gab es in Kenia eine gesetzgebende Versammlung. Beeinflusst durch das britische Wahlrecht bekamen weiße Frauen in Kenia 1919 das Wahlrecht, asiatische Frauen und Männer 1923. Schwarze, die über Besitz und Bildung verfügten, erhielten 1957 das Wahlrecht, darunter waren aber nur wenige Frauen. Insgesamt erlangten mit dieser Änderung etwa 60 Prozent der Bevölkerung das Wahlrecht. Arabische Frauen waren gänzlich vom Wahlrecht ausgeschlossen. Arabische Frauen aus Mombasa reichten bei der Kolonialregierung eine Petition ein, in der sie gegen die Verweigerung des Wahlrechts protestierten. Ihre Petition war erfolgreich. Das folgende Jahr verbrachten die Initiatorinnen damit, arabische Frauen als Wählerinnen davon zu überzeugen, sich als Wählerinnen registrieren zu lassen und ihre Wahlrechte auszuüben. Das allgemeine Wahlrecht für alle ab 18 kam erst mit der Unabhängigkeit, am 12. Dezember 1963.
Das allgemeine passive Frauenwahlrecht wurde am 12. Dezember 1963 eingeführt.
Die erste Wahl einer Frau ins nationale Parlament erfolgte im Dezember 1969. Phoebe Asoiyo erhielt ein Mandat.

#### Lesotho
Für die gesetzgebende Versammlung, die 1956 eingeführt wurde, hatten Frauen kein Stimmrecht. Die neue Verfassung von 1960 gewährte nur Steuer zahlenden Personen Stimmrechte für die Wahl der Distrikträte, die dann die Mitglieder der gesetzgebenden Versammlung wählten. Damit waren Frauen faktisch ohne Stimmrechte.
Am 30. April 1965 wurde Wahlen abgehalten, bei denen das allgemeine Wahlrecht für Erwachsene galt. Dieses wurde bei der Unabhängigkeit 1966 bestätigt.
Das passive Frauenwahlrecht wurde am 30. April 1965 erreicht.
Die erste Wahl einer Frau ins nationale Parlament nach der Unabhängigkeit erfolgte im März 1993, drei Frauen wurden gewählt. 1965 gab es bereits eine Abgeordnete im Parlament.

#### Malawi
Vor der Unabhängigkeit gewährten die Kolonialbehörden in der Verfassung von 1961 Schwarzen zwar ein Wahlrecht, es war aber durch Bildungsschranken und Eigentumsanforderungen eingeschränkt. Viele Frauen waren in den nationalistischen Bewegungen aktiv. Bei den Wahlen von 1961 durften Frauen, die die Anforderungen an Bildung und Eigentum erfüllten, wählen, was zur Folge hatte, dass alle europäischen Frauen und etwa 10 000 schwarze Frauen das Wahlrecht ausüben durften. Bei der Erlangung der Unabhängigkeit 1964 wurde das allgemeine Wahlrecht eingeführt.
Ein passives Frauenwahlrecht gab es seit 1961.
Die erste Wahl einer Frau ins nationale Parlament erfolgte im April 1964, Rose Chibambo erhielt ein Mandat.

#### Mauritius
In der britischen Inselkolonie Mauritius war die Vertretung auf die Elite beschränkt gewesen, bis die Verfassung von 1947 das Wahlrecht auf alle Frauen und Männer über 21, die lesen und schreiben konnten, ausweitete. Eine neue Verfassung brachte 1959 die Einführung des allgemeinen Wahlrechts für Erwachsene.
1968 wurde das Lands unabhängig und das Frauenwahlrecht wurde übernommen.
Das passive Frauenwahlrecht existiert seit 1956.
Die erste Wahl einer Frau ins nationale Parlament erfolgte im Dezember 1976, drei Frauen wurden gewählt.

#### Sambia, ehemals Protektorat Nordrhodesien
Die Kolonialbehörden erlaubten noch vor der Unabhängigkeit ein durch Bildungs- und Eigentumseinschränkungen geschmälertes Wahlrecht für Schwarze. Viele Frauen waren in den nationalistischen Bewegungen aktiv. Die Verfassung von 1959 garantierte europäischen, indischen und afrikanischen Frauen und Männern das Wahlrecht, allerdings unter strengen Einschränkungen in Bezug auf Staatsangehörigkeit, Aufenthaltsstatus, Bildung und Eigentum. Diese Beschränkungen schufen ein großes Ungleichgewicht zugunsten der weißen Bevölkerung. Die ersten Direktwahlen wurden am 30. Oktober 1962 unter einem deutlich ausgeweiteten Wahlrecht abgehalten. Diese führten zur Unabhängigkeit Sambias und waren die ersten Wahlen, bei denen Frauen wählten und gewählt werden konnten. Im Oktober 1964 wurde bei der Unabhängigkeit das allgemeine Wahlrecht für Erwachsene erreicht.
Im Januar 1964 erhielten erstmals Frauen Mandate im nationalen Parlament. Drei Frauen wurden gewählt und ernannt.

#### Sierra Leone
1930 erhielt eine kleine Minderheit wohlhabender, gebildeter Frauen, die bestimmte Anforderungen an Eigentum und das Bezahlen von Steuern erfüllten, das Wahlrecht.
Mit der Unabhängigkeit wurde das allgemeine Wahlrecht am 27. April 1961 eingeführt.
Die Einführung des passiven Frauenwahlrechts erfolgte am 27. April 1961.
Die erste Wahl einer Frau ins koloniale Parlament, Ella Koblo Gulama, erfolgte 1957.

#### Simbabwe, ehemals britische Kolonie Südrhodesien, dann Rhodesien
Rhodesien wurde 1919 von Weißen regiert, und zu diesem Zeitpunkt erhielten dort europäische Frauen den Zugang zu politischer Macht.
An den Wahlen von 1930 durften Männer und Frauen teilnehmen. Da aber das aktive und passive Stimmrecht an Bildungskriterien und finanzielle Voraussetzungen, nämlich an das Zahlen von Einkommensteuer oder an Grundbesitz, gebunden war, stimmten weniger als 2 000 Schwarze ab.
Zwischen 1953 und 1964 war Simbabwe in einem Verbund mit Malawi und Sambia. Damals wurde das Wahlrecht in Simbabwe erstmals nach und nach auf schwarze Frauen ausgeweitet. Vor 1957 konnten nur Männer und europäische Frauen wählen. Ab 1957 wurde verheirateten schwarzen Frauen ein eingeschränktes Wahlrecht zugestanden und nach und nach erweitert. Es gab eine spezielle Wählerinnenliste für schwarze Frauen, in die sie unter bestimmten Voraussetzungen (Bildung, Vermögen) aufgenommen wurden. Die Frauen wurden wahlrechtlich so behandelt wie ihre Männer; bei Mehrfachehen galt dieses Privileg aber nur für die erste Frau. Ehefrauen mussten die englische Sprache lesen und schreiben und einen Schulbesuch nachweisen können. Um für eine Wahl registriert werden zu können, musste eine Person eine der vier folgenden Anforderungen erfüllen: Jahreseinkommen von mindestens 720 £ oder Grundbesitz von mindestens 1500 £; Jahreseinkommen von 3 480 £ sowie Grundbesitz im Wert von 1 000 £ plus eine abgeschlossene Primarbildung, die die vorgeschriebenen Standards erfüllte; religiöse Führerschaft, nachdem die Person eine bestimmte Ausbildung durchlaufen hatten, eine gewisse Amtszeit nachweisen konnte und nur, wenn keinen anderer Beruf ausgeübt wurden; politische Führer (chiefs) nach gesetzlichen Maßgaben.
Diese komplexen Voraussetzungen für die Gewährung des Wahlrechts wurden in die Verfassung von 1961 aufgenommen, die Schwarzen 15 für sie reservierte Parlamentssitze zugestand. Etwa 50 000 Schwarze konnten damals eine beschränkte politische Macht ausüben. 1965 erklärte die von Weißen dominierte Rhodesische Frontpartei einseitig die Unabhängigkeit von Großbritannien und stellte 1969 eine eigene Verfassung vor. Diese beschnitt die Rolle der schwarzen Wählerschaft, vor allem die der Frauen, denn die Hälfte der für Schwarze reservierten Sitze wurde durch ein von Männern besetztes Wahlmännergremium vergeben. 1978 wurde das allgemeine aktive und passive Frauenwahlrecht eingeführt.
Erste Frauen im Parlament:
Ethel Tawse Jollie war die erste afrikanische Frau, die in einem parlamentarischen Gremium saß. Sie wurde in den Legislative Council of Southern Rhodesia 1920 gewählt. 1932, nach der Annahme einer neuen Verfassung, wurde sie in die Legislative Assembly of Southern Rhodesia gewählt, wo sie bis 1927 einen Sitz hatte.
Nach der Unabhängigkeit saßen seit Mai 1980 drei Frauen im Senat, doch ist nicht geklärt, ob diese ernannt oder gewählt wurden; gewählt wurden in das House of Assembly im Mai 1980 neun Frauen.

#### Eswatini (offiziellKönigreich Eswatini), bis 2018 Swasiland
Bei Swasilands ersten Wahlen zur gesetzgebenden Versammlung 1964 gab es zwei Wählerlisten, eine für Europäer und eine für den Rest der Bevölkerung. Nur wer direkte Steuern zahlte, konnte wählen; allerdings waren die Ehefrauen von Männern, die Steuern zahlten, auch wahlberechtigt. Wenn es sich um Vielehen handelte, konnte nur eine der Ehefrauen wählen. Bei der Unabhängigkeit des Landes 1967 erhielten alle Frauen das Wahlrecht zum House of Assembly, aber der Swazi National Council, der den König in allen Angelegenheiten berät, die mit Swazi-Gesetzen und Bräuchen zu tun haben, ist auf männliche Swazis beschränkt. Einzige Ausnahme ist die Königinmutter.

#### Tansania
Tansania (ehemals Tanganyika, mit Sansibar 1964 zu Tansania vereinigt) gewährte das Wahlrecht schon vor der Unabhängigkeit, und zwar in abgestuften Schritten: Vor der Unabhängigkeit 1961 stand Tanganyika unter britischer Verwaltung, die 1959 das aktive und passive Frauenwahlrecht gewährte. 1958 und 1959 wurden die ersten allgemeinen Wahlen abgehalten; zur Erlangung des Wahlrechts mussten bestimmte Voraussetzungen wirtschaftlicher Art erfüllt werden, aber auch eine gewisse Bildung war nötig. Dies bedeutete, dass alle Europäer, die meisten Asiaten und eine kleine Zahl von Schwarzen wählen durften. Bei den Wahlen von 1960 galt ein deutlich ausgeweitetes Wahlrecht. Dies schloss die Teilnahme von Frauen als Wählende und Gewählte ein. Das allgemeine Wahlrecht für Erwachsene wurde für Tanganyika bei der Unabhängigkeit 1961 erreicht.
Auf Sansibar, das seit 1955 innerhalb des Commonwealth Selbstverwaltung genoss, wurde 1959 eine Arbeitsgruppe ins Leben gerufen, die sich mit der Einführung des Frauenwahlrechts beschäftigen sollte. Es wurde 1961 ein beschränktes Frauenwahlrecht eingeführt: Alle unverheirateten und verheirateten Frauen Sansibars über 21 bekamen das Wahlrecht, auch wenn sie eine von mehreren Frauen eines registrierten Wählers waren, nicht jedoch, wenn sie (wirtschaftlich) noch von ihren Familien abhängig oder mit einem nicht wahlberechtigten Mann, einem Ausländer, verheiratet waren. Das allgemeine Frauenwahlrecht wurde für Sansibar erst bei der Vereinigung mit Tanganyika 1964 erreicht.
Ins nationale Parlament zogen 1961 erstmals Frauen ein. Zwei Frauen wurden gewählt.

#### Uganda
Vor der Unabhängigkeit hatten Wahlen in Uganda keinen hohen Stellenwert, da die Kolonialregierung über das Land bestimmte. Zu dieser Zeit gab es nur Wahlen zum 1920 von der Kolonialregierung geschaffenen LEGCO (Legislative Council), das klein war und nur aus Europäern bestand. Von seinen 62 Mitgliedern waren fünf Frauen, die zu Abgeordneten ernannt worden waren. Uganda hielt seine ersten direkten Wahlen 1958 ab. Damals galten Wahlrechtseinschränkungen aus den Bereichen Eigentum und Bildungsvoraussetzungen. Die Wahlen von 1961 wurden auf der Basis eines weniger eingeschränkten Wahlrechts abgehalten, sodass mehr Frauen teilnehmen konnten. Das uneingeschränkte Wahlrecht erhielten sie jedoch erst bei der Unabhängigkeit 1962. Die Verfassung von 1995 schreibt für jeden Distrikt eine Abgeordnete vor. Außerhalb dieser für Frauen reservierten Quote gelingt es Politikerinnen kaum, ins Parlament einzuziehen (Stand: 2006).
Die Einführung des passiven Frauenwahlrechts erfolgte 1962.
Ins nationale Parlament wurden 1979 erstmals eine Frau gewählt, Rhoda Kalema. Bereits im April 1962 war (mindestens) eine Frau ins Parlament berufen worden.

### Die ehemaligen französischen Kolonien

#### Benin
Entsprechend der Loi Lamine Guèye von 1946 hatten alle Bürgerinnen und Bürger bei Wahlen zum französischen Parlament und auch bei lokalen Wahlen ein Wahlrecht. Das passive Wahlrecht wurde in dem Gesetz nicht ausdrücklich erwähnt, war aber auch nicht ausgeschlossen. Bei den Wahlen zum Pariser Parlament gab es in Französisch-Westafrika, wozu Dahomey gehörte, kein Zweiklassenwahlrecht wie in anderen französischen Kolonien, für alle örtlichen Wahlen jedoch schon. 1956 wurde die loi-cadre Defferre eingeführt, die in Artikel 10 das allgemeine Wahlrecht garantierte. Bei der Unabhängigkeit des Landes 1960 wurde diese Rechtssituation bestätigt.
Die Einführung des passiven Frauenwahlrechts erfolgte 1946, die Einführung des allgemeinen Frauenwahlrechts 1956.
Ins nationale Parlament wurden Frauen erstmals im November 1979 gewählt.

#### Burkina Faso
Entsprechend der Loi Lamine Guèye von 1946 hatten alle Bürgerinnen und Bürger bei Wahlen zum französischen Parlament und auch bei lokalen Wahlen ein Wahlrecht. Das passive Wahlrecht wurde in dem Gesetz nicht ausdrücklich erwähnt, war aber auch nicht ausgeschlossen. Bei den Wahlen zum Pariser Parlament gab es in Französisch-Westafrika, wozu das damalige Obervolta gehörte, kein Zweiklassenwahlrecht wie in anderen französischen Kolonien, für alle örtlichen Wahlen jedoch schon.
Vor der Unabhängigkeit, unter französischer Verwaltung, erhielten Frauen am 23. Juni 1956 im Rahmen der Einführung der loi-cadre Defferre das allgemeine Wahlrecht. Dieses Recht wurde in der Verfassung vom 28. September 1958 bestätigt. 1960 wurde das Land unabhängig.
Die Einführung des passiven Frauenwahlrechts erfolgte 1946, das allgemeine wurde am 28. September 1958 beschlossen.
Ins nationale Parlament wurde im April 1978 erstmals eine Frau gewählt, Nignan Lamoussa.

#### Dschibuti
Unter französischer Verwaltung wurde Dschibuti 1946 von der Kolonie zum Überseeischen Territorium. Entsprechend dem GesetzLoi Lamine Guèye von 1946 hatten alle Bürgerinnen und Bürger der Überseeischen Territorien das Wahlrecht für Wahlen zum Französischen Parlament. Gewählt wurde jedoch in zwei Klassen (collèges). Erst die loi-cadre Defferre von 1956 garantierte das allgemeine Wahlrecht; 1977 wurde das Land unabhängig, und das allgemeine Wahlrecht unabhängig vom Geschlecht wurde bestätigt.
Ins nationale Parlament wurden Frauen erstmals 2003 gewählt.

#### Elfenbeinküste (Côte d’Ivoire)
Entsprechend der Loi Lamine Guèye von 1946 hatten alle Bürgerinnen und Bürger bei Wahlen zum französischen Parlament und auch bei lokalen Wahlen ein Wahlrecht. Das passive Wahlrecht wurde in dem Gesetz nicht ausdrücklich erwähnt, war aber auch nicht ausgeschlossen. Bei den Wahlen zum Pariser Parlament gab es in Französisch-Westafrika, wozu Côte d’Ivoire gehörte, kein Zweiklassenwahlrecht wie in anderen französischen Kolonien, für alle örtlichen Wahlen jedoch schon.
1952 wurde unter französischer Verwaltung erstmals das allgemeine Frauenwahlrecht eingeführt. Am 23. Juni 1956, noch unter französischer Verwaltung, wurde die loi-cadre Defferre eingeführt, die das allgemeine Wahlrecht bestätigte. Dieses wurde bei der Unabhängigkeit 1960 erneut bestätigt.
Ins nationale Parlament wurden Frauen erstmals am 7. November 1965 gewählt. Drei Frauen erhielten Mandate.

#### Gabun
Die loi-cadre Defferre wurde 1956 unter französischer Verwaltung eingeführt und damit das allgemeine Wahlrecht für Erwachsene. Bei der Unabhängigkeit 1960 wurde dieses bestätigt.
Die Einführung des passiven Frauenwahlrechts erfolgte 1956.
Die erste Frau im nationalen Parlament erhielt ihren Sitz am 12. Februar 1961 durch Wahl.

#### Guinea
Entsprechend der Loi Lamine Guèye von 1946 hatten alle Bürgerinnen und Bürger bei Wahlen zum französischen Parlament und auch bei lokalen Wahlen ein Wahlrecht. Das passive Wahlrecht wurde in dem Gesetz nicht ausdrücklich erwähnt, war aber auch nicht ausgeschlossen. Bei den Wahlen zum Pariser Parlament gab es in Französisch-Westafrika, wozu Guinea gehörte, kein Zweiklassenwahlrecht wie in anderen französischen Kolonien, für alle örtlichen Wahlen jedoch schon.
1956, noch unter französischer Verwaltung, wurde die loi-cadre Defferre eingeführt, die das allgemeine Wahlrecht garantierte. Am 2. Oktober 1958 wurde das Land unabhängig, und die Regelung wurde bestätigt.
Die Einführung des passiven Frauenwahlrechts erfolgte 1946, die des allgemeinen passiven Frauenwahlrechts 1956.
Ins nationale Parlament wurden Frauen erstmals im September 1963 gewählt. Vierzehn Frauen erhielten Mandate.

#### Komoren
Entsprechend der Loi Lamine Guèye von 1946 hatten alle Bürgerinnen und Bürger bei Wahlen zum französischen Parlament und auch bei lokalen Wahlen ein Wahlrecht. Das passive Wahlrecht wurde in dem Gesetz nicht ausdrücklich erwähnt, war aber auch nicht ausgeschlossen. Es herrschte ein Zweiklassenwahlrecht, das die französischstämmigen Bürgerinnen und Bürger bevorzugte.
Am 23. Juni 1956 wurde die loi-cadre Defferre eingeführt. Erst 1975 wurde das Land unabhängig, das allgemeine Wahlrecht wurde bestätigt.
Passives Frauenwahlrecht: 23. Juni 1956
Erste Wahl einer Frau ins nationale Parlament: Dezember 1993.

#### Republik Kongo (ehemals Kongo-Brazzaville)
Entsprechend dem Gesetz Loi Lamine Guèye vom 7. Mai 1946 hatten alle Bürgerinnen und Bürger der Überseeischen Territorien das Bürgerrecht wie die Menschen im Mutterland und damit das Wahlrecht für Wahlen zum Französischen Parlament und für lokale Wahlen; das passive Wahlrecht ist nicht explizit genannt, aber auch nicht ausgeschlossen. Doch es wurde in zwei Klassen gewählt, was der französischstämmigen Bevölkerung einen Vorteil verschaffte. Dieses Zweiklassenwahlrecht wurde erst am 23. Juni 1956 durch die loi-cadre Defferre abgeschafft und bei der Unabhängigkeit bestätigt.
Durch das Gesetz Nummer 47-162 über Territorialversammlungen vom 29. August 1947 wurde das Wahlrecht für diese Versammlungen festgeschrieben. Zunächst war das allgemeine Wahlrecht auf nationaler Ebene auf Europäerinnen und Afrikanerinnen, die lesen und schreiben konnten, beschränkt. 1951 wurde das Recht auf alle mit einem gültigen Ausweisdokument ausgedehnt. Dieses Wahlsystem wurde 1952 erneuert und 1957 ersetzt, als die loi-cadre Defferre von 1956 in Kraft trat. Artikel 4 der Verfassung vom 2. März 1961 erkannte die bereits bestehenden Rechte an.
Einige Quellen nennen für die Erteilung des passiven Frauenwahlrechts den 8. Dezember 1963. Drei Frauen erhielten Mandate. Da im Dezember 1963 erstmals Frauen ins Parlament gewählt wurden, ist es jedoch möglich, dass diesen Angaben die erstmalige Ausübung des Wahlrechts zugrunde liegt, nicht die Erteilung.
Ins nationale Parlament wurden im Dezember 1963 erstmals Frauen gewählt. Drei Frauen erhielten Mandate.

#### Madagaskar
Entsprechend der Loi Lamine Guèye von 1946 hatten alle Bürgerinnen und Bürger bei Wahlen zum französischen Parlament und auch bei lokalen Wahlen ein Wahlrecht. Es handelte sich um ein Zweiklassenwahlrecht, das den französischstämmigen Bürgerinnen und Bürgern Vorteile verschaffte. Das passive Wahlrecht wurde in dem Gesetz nicht ausdrücklich erwähnt, war aber auch nicht ausgeschlossen.
1956 wurde die loi-cadre Defferre eingeführt und damit das allgemeine Wahlrecht. Am 29. April 1959 wurde das Wahlrecht bestätigt. Am 26. Juni 1960 wurde das Land unabhängig, 1960 fanden die ersten Wahlen statt.
Das passive Frauenwahlrecht unter französischer Verwaltung wurde 1946 erteilt, das allgemeine passive Frauenwahlrecht wurde 1956 eingeführt und am 29. April 1959 bestätigt.
Ins nationale Parlament wurden nach Martin Frauen erstmals im August 1965 gewählt. Zwei Frauen erhielten Mandate. Nach einer anderen Quelle ist nicht klar, auf welche Weise diese beiden Frauen ins Parlament kamen, da einige Abgeordnete indirekt gewählt wurden, andere vom Staatschef ernannt.

#### Mali
1956 wurde unter der französischen Kolonialverwaltung die loi-cadre Defferre eingeführt, die das aktive und passive allgemeine Wahlrecht garantierte. 1960, als das Land unabhängig geworden war, wurde dieses bestätigt.
Die erste Wahl einer Frau in das koloniale gesetzgebende Gremium, Aouna Keita, erfolgte 1959. Sie wurde auch 1964 als erste Frau in das nationale Parlament gewählt.

#### Niger
Entsprechend der Loi Lamine Guèye von 1946 hatten alle Bürgerinnen und Bürger bei Wahlen zum französischen Parlament und auch bei lokalen Wahlen ein Wahlrecht. Das passive Wahlrecht wurde in dem Gesetz nicht ausdrücklich erwähnt, war aber auch nicht ausgeschlossen. Bei den Wahlen zum Pariser Parlament gab es in Französisch-Westafrika, wozu der Niger gehörte, kein Zweiklassenwahlrecht wie in anderen französischen Kolonien, für alle örtlichen Wahlen jedoch schon.
1956, mit der Loi-cadre Defferre, wurde das allgemeine Frauenwahlrecht eingeführt und bei der Unabhängigkeit 1960 bestätigt.
Ins nationale Parlament wurden Frauen erstmals am 10. Dezember 1989 gewählt. Fünf Frauen erhielten Mandate.

#### Senegal
Am 19. Februar 1945 wurde unter der französischen Kolonialverwaltung ein Dekret erlassen, das festlegte, dass es zwischen senegalesischen und französischen Frauen beim Wahlrecht keinen Unterschied gebe; sie seien unter denselben Bedingungen Wählerinnen und wählbar.
1956 wurde, noch unter französischer Kolonialherrschaft, die loi-cadre Defferre eingeführt, die das allgemeine Wahlrecht für Erwachsene garantierte. Als das Land 1960 unabhängig war, wurde dieses Recht bestätigt.
Die Einführung des passiven Frauenwahlrechts erfolgte am 19. Februar 1945.
Ins nationale Parlament wurde im Dezember 1963 erstmals eine Frau gewählt, Caroline Diop Faye.

#### Sudan
Entsprechend der Loi Lamine Guèye von 1946 hatten alle Bürgerinnen und Bürger bei Wahlen zum französischen Parlament und auch bei lokalen Wahlen ein Wahlrecht. Das passive Wahlrecht wurde in dem Gesetz nicht ausdrücklich erwähnt, war aber auch nicht ausgeschlossen. Bei den Wahlen zum Pariser Parlament gab es in Französisch-Westafrika, wozu der Sudan gehörte, kein Zweiklassenwahlrecht wie in anderen französischen Kolonien, für alle örtlichen Wahlen jedoch schon.
1955 wurde das Land unabhängig, im November 1964 das Frauenwahlrecht in dem unabhängigen Staat eingeführt.
Die Einführung des passiven Frauenwahlrechts erfolgte im November 1964.
Ins nationale Parlament wurde im November 1964 erstmals eine Frau gewählt, Fatima Ahmed Ibrahim.

#### Südsudan
Der Südsudan war vor der Unabhängigkeit Teil des Sudan, sodass Frauen nach dem dort geltenden Recht seit 1964 das aktive und passive Wahlrecht besaßen. Am 9. Juli 2011 erklärte sich der Südsudan für unabhängig. In der Übergangsverfassung von 2011 ist in Artikel 14 festgehalten, dass Frauen und Männer vor dem Gesetz gleich sind. Artikel 16 sieht vor, dass in der Legislative mindestens 25 % Frauen sitzen sollen. Da aber Gewohnheitsrecht und Traditionen im Südsudan eine wesentliche Rechtsquelle darstellen und überwiegend patriarchaler Natur sind, werden Frauen immer noch diskriminiert.

#### Tschad
Am 25. April 1946 wurde von der Konstituierenden Nationalversammlung Frankreichs die Loi Lamine Guèye verabschiedet, nach der ab dem 1. Juni 1946 alle Bewohner der überseeischen Gebiete einschließlich Algeriens denselben Bürgerstatus wie Franzosen in Frankreich oder den überseeischen Gebieten hatten, die Frauen und Männer also auch wählen durften. Das passive Wahlrecht war zwar nicht ausdrücklich im Gesetz genannt worden, aber auch nicht ausgeschlossen. Bei den Wahlen zur Französischen Nationalversammlung sowie für alle örtlichen Wahlen in ganz Afrika außer Senegal galt bis 1956 ein Zweiklassenwahlrecht.
Unter französischer Verwaltung erhielten Frauen durch die loi-cadre Defferre, die am 23. Juni 1956 eingeführt wurde, das allgemeine Wahlrecht. Dieses wurde bei der Unabhängigkeit 1960 bestätigt.
Ins nationale Parlament wurden 1962 erstmals Frauen gewählt. Vier Frauen erhielten Mandate.

#### Zentralafrikanische Republik
Das Gebiet der heutigen Zentralafrikanischen Republik deckt sich weitgehend mit dem ehemaligen Ubangi-Schari, Teil von Französisch-Äquatorialafrika. Am 25. April 1946 wurde von der Konstituierenden Nationalversammlung Frankreichs die Loi Lamine Guèye verabschiedet, nach der ab dem 1. Juni 1946 alle Bewohner der überseeischen Gebiete einschließlich Algeriens denselben Bürgerstatus wie Franzosen in Frankreich oder den überseeischen Gebieten hatten, die Frauen und Männer also auch wählen durften.
Bei den Wahlen zur Französischen Nationalversammlung sowie für alle örtlichen Wahlen in ganz Afrika außer Senegal galt bis 1956 ein Zweiklassenwahlrecht.
1956 wurde, noch unter französischer Verwaltung, die loi-cadre Defferre und damit das allgemeine Wahlrecht eingeführt. Bei der Unabhängigkeit 1960 wurde dies bestätigt. 1960 wurde das Land unabhängig. Für die Bestätigung des aktiven und passiven Frauenwahlrecht nach der Unabhängigkeit nennen mehrere Quellen 1986, eine abweichende Quelle 1960.
Ins nationale Parlament wurden Frauen erstmals im Juli 1987 gewählt. Zwei Frauen erhielten Mandate.

### Ehemalige italienische Kolonien

#### Eritrea
Eritrea war ursprünglich eine italienische Kolonie und wurde 1952 Teil von Äthiopien. An den äthiopischen Wahlen von 1957 nahmen Eritreerinnen und Eritreer auf der Basis eines ab dem 4. November 1955 in Äthiopien geltenden allgemeinen Wahlrechts teil. 1993 wurde Eritrea unabhängig. Die Verfassung von 1997 sah allgemeines Wahlrecht für die Wahlen zur Nationalversammlung und für die Präsidentschaftswahlen vor.
Die Einführung des passiven Frauenwahlrechts erfolgte am 4. November 1955.
Ins nationale Parlament wurden Frauen erstmals im Februar 1994. 22 Frauen erhielten Mandate.

### Weitere Länder

#### Äthiopien
Die Verfassung vom 4. November 1955 garantierte das allgemeine aktive und passive Wahlrecht für Erwachsene.
Ins nationale Parlament wurde im Oktober 1957 erstmals eine Frau gewählt, Senedu Gebru.

#### Kamerun
Die ehemalige deutsche Kolonie wurde nach dem Ersten Weltkrieg in einen britischen und einen französischen Verwaltungsbereich geteilt.
Das französische Gebiet folgte dem Muster anderer französischer Kolonien in Westafrika: Mit der Gründung der Französischen Union und der Vierten Republik erhielten Frauen am 27. Oktober 1946 das Wahlrecht. Das passive Wahlrecht wurde in dem Gesetz nicht ausdrücklich erwähnt, war aber auch nicht ausgeschlossen. Entsprechend der Loi Lamine Guèye hatten alle Bürgerinnen und Bürger zwar bei Wahlen zum französischen Parlament und auch bei lokalen Wahlen ein Wahlrecht, doch wurde in zwei Klassen gewählt, was der französischstämmigen Bevölkerung einen Vorteil verschaffte. Dieses Zweiklassenwahlrecht wurde erst am 23. Juni 1956 durch die loi-cadre Defferre abgeschafft und bei der Unabhängigkeit bestätigt.
Das britische Gebiet wurde bis 1954 von Nigeria verwaltet. 1954 wurde das House of Assembly Südkameruns geschaffen, das 1959 das uneingeschränkte allgemeine Wahlrecht garantierte. 1961 trat der südliche Teil des britischen Gebiets der gerade unabhängig gewordenen Bundesrepublik Kamerun bei, der Nordteil dem überwiegend muslimische Nordteil Nigerias. Dies hatte zur Folge, dass Frauen dort erst 1976 das Wahlrecht erhielten.
Passives Frauenwahlrecht: Oktober 1946
Erste Wahl einer Frau ins nationale Parlament: April 1960.

#### Liberia
Ursprünglich stand das Stimmrecht nur männlichen Liberianern amerikanischer Abstammung und freigelassenen afrikanischen Sklaven zu, die sich in Liberia niedergelassen hatten. Die Wähler mussten über ein regelmäßiges Einkommen verfügen. 1907 wurden männliche indigene Liberianer, die Steuern zahlten, ebenfalls mit dem Stimmrecht ausgestattet.
Im Referendum vom 7. Mai 1946 erhielten auch Frauen das aktive und passive Wahlrecht, wenn sie über Grundbesitz oder anderes Vermögen verfügten oder eine Hütte besaßen und Steuern dafür bezahlten; nach abweichenden Quellen wurde dies erst 1947 beschlossen. Mit dieser Festlegung war zwar formal das allgemeine Wahlrecht für beide Geschlechter erreicht, aber in der Praxis zielte das Gesetz auf die Diskriminierung von Frauen ab. Die einschränkende Bedingung wurde in den 1970er Jahren abgeschafft, und die Verfassung von 1986 garantierte das uneingeschränkte allgemeine Wahlrecht.
Frauen übten ihr Wahlrecht erstmals 1951 aus.
Ins nationale Parlament wurde 1960 erstmals eine Frau gewählt, Ellen Mills Scarborough.

#### Namibia
Die frühere deutsche Kolonie Deutsch-Südwestafrika, von der Südafrikanischen Union zwischen 1919 und 1946 durch ein Völkerbundmandat verwaltet, wurde trotz des Widerstands der Vereinten Nationen von Südafrika in sein Staatsgebiet inkorporiert. Südwestafrikas weißen Wählerinnen und Wählern wurde von 1947 bis 1977 eine Vertretung im südafrikanischen Parlament garantiert. Unter großem Druck ermöglichte Südafrika 1978 Wahlen zu einer konstituierenden Versammlung, in der Schwarze ebenfalls wählen durften. Die Hauptoppositionsgruppe, die einen sehr starken Frauenflügel hatte, boykottierte die Wahlen. Nach einer Zeit ziemlicher Instabilität und starken diplomatischen Drucks erklärte sich Südafrika bereit, zur Vorbereitung der Unabhängigkeit seine Truppen aus dem Land zurückzuziehen. Bei den Wahlen vom 7. November 1989 durften alle wählen, und 1990 wurde Namibia unabhängig. Das allgemeine Wahlrecht für Erwachsene wurde Teil der Verfassung.
Die Einführung des passiven Frauenwahlrechts erfolgte am 7. November 1989.
Ins nationale Parlament wurde im November 1989 erstmals eine Frau gewählt. Fünf Frauen erhielten Mandate.

#### Nigeria

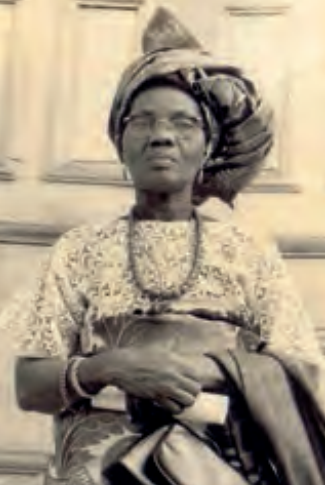
Funmilayo Ransome-Kuti an ihrem 70. Geburtstag

In den Regionen Nigerias verlief die Einführung des Frauenwahlrechts sehr unterschiedlich.
Die ehemalige deutsche Kolonie Kamerun wurde verwaltungstechnisch nach dem Ersten Weltkrieg zwischen Frankreich und Großbritannien aufgeteilt. Frauen in der südlichen Region Nigerias erhielten das Frauenwahlrecht ab 1950 in Stufen. Das Gebiet unter französischer Verwaltung folgte dem Muster anderer westafrikanischer Kolonien: 1956 wurde die loi-cadre Defferre eingeführt, 1958 wurde die Autonomie erreicht. Frauen aus dem Süden wählten 1959 bei den Bundeswahlen und konnten gewählt werden.
Die Frauen in der östlichen Region erhielten 1954 das Wahlrecht auf Bundesebene. 1955 wurde das Frauenwahlrecht in der westlichen Region für Frauen, die Steuern zahlten, eingeführt.
1960 wurde mit der Unabhängigkeit das allgemeine Wahlrecht eingeführt.
Der Teil unter britischer Verwaltung wurde bis 1954 von Nigeria verwaltet. Damals wurde das House of Assembly Südkameruns eingeführt, das 1959 das allgemeine regionale Wahlrecht zum Gesetz machte. 1961 schloss sich der südliche Teil des britischen Gebietes der neu entstandenen Bundesrepublik Kamerun an und die nördliche Region dem überwiegend muslimischen nördlichen Teil Nigerias. 1960 wurde Nigeria unabhängig und die Verfassung sah das allgemeine Wahlrecht für alle Bundeswahlen vor. Dies galt jedoch nicht für den Norden, wo Frauen wegen muslimischer Empfindlichkeiten das Wahlrecht auf regionaler und auf Bundesebene erst 1976 erhielten, als es durch ein Militärdekret angeordnet wurde. Unter der neuen Verfassung von 1979 wurde dann allen erwachsenen Nigerianerinnen und Nigerianern das Wahlrecht zugesprochen.
Auf nationaler Ebene wurden Frauen erstmals in den folgenden Jahren gewählt:
1. Esther Soyannwo, 1964 (House of Representatives). Ihre Wahl rief solche Kontroversen und Gewalt hervor, dass ihre Partei sie zwang, ihren Sitz aufzugeben, bevor sie vereidigt worden war.
2. Wahl zur Konstituierenden Versammlung: Janet Akinrinade, 1977.
3. Federal House of Representatives: 1979.
Auf regionaler Ebene wurde Margaret Ekpo 1961 als erste Frau in ein regionales gesetzgebendes Gremium gewählt, das Eastern House of Assembly. Sawaba Gambo wurde 1979 in den Stadtrat von Sabon Gari, Zaria, gewählt und war damit die erste muslimische Nigerianerin, die einen Sitz in einem derartigen Gremium innehatte.

#### Somalia
1958 nahmen Frauen in Somalia zum ersten Mal zu den gleichen Bedingungen wie Männer an einer Kommunalwahl teil.
1960 wurde aus dem britischen Somaliland im Norden und dem ehemals italienischen Somalia im Süden der Staat Somalia gebildet.
In der nördlichen Region Somalias wurde das Frauenwahlrecht 1963 eingeführt, in den übrigen Landesteilen bereits 1961. Allerdings nahmen Frauen aus ganz Somalia 1961 am Referendum über die Verfassung teil. 1991 spaltete sich die nördliche Hälfte ab und erklärte sich zur unabhängigen Republik Somaliland. Diese ist aber international von keinem Land anerkannt.
1991 begann nach Martin ein „Abstieg ins politische Chaos und all das, was man von einer normalen Regierung erwartet, hörte nach und nach auf zu existieren.“
Ins nationale Parlament wurden Frauen erstmals im Dezember 1979 gewählt. 18 Frauen erhielten Mandate.

#### Südafrika, zuvor Südafrikanische Union
Am 21. Mai 1930 erhielten in der Südafrikanischen Union weiße Frauen das aktive und passive Wahlrecht (Women’s Enfranchisement Act, No. 41 of 1930). Bei den weißen Männern galten immer noch Eigentumsschranken, bei den Frauen nicht. Frauen und Männer aus der Coloured- und indischstämmigen Bevölkerung kamen am 30. März 1984 zu den Wahlberechtigten hinzu. Auf schwarze Frauen und Männer wurde das Wahlrecht im Januar 1994 ausgedehnt. Erst 1994 wurde also das allgemeine Wahlrecht für beide Geschlechter und alle Bevölkerungsgruppen erreicht. In der Bill of Rights der Verfassung wurde das gleiche und allgemeine Wahlrecht 1996 niedergelegt, aber bereits 1994 übten Frauen und Männer das Recht aus.
Ins nationale Parlament wurden am 21. April 1933 erstmals eine Frau gewählt, Mabel Malherbe. Die nächste Frau, Helen Suzman, wurde erst 1953 gewählt.

#### Togo
Nach dem Ersten Weltkrieg wurde die ehemalige deutsche Kolonie zwischen Großbritannien und Frankreich aufgeteilt. Nach einer Volksabstimmung 1956, an der Frauen sich beteiligen konnten, wurde das Gebiet unter britischer Verwaltung 1957 Teil des unabhängigen Staates Ghana und übernahm deshalb das allgemeine Wahlrecht für Erwachsene.
In den französischen Landesteilen hatten die meisten Frauen seit 1951 an den Wahlen zum lokalen gesetzgebenden Gremium (Conseil de Circonscription) teilgenommen. Vor der Unabhängigkeit erhielten Frauen am 22. August 1945 das Recht, bei der Wahl zum französischen Parlament ihre Stimme abzugeben. 1946 nahmen Frauen an den Wahlen zur ersten gesetzgebenden Versammlung teil, nachdem Togos Bewerbung um das allgemeine Wahlrecht abgeschlossen und das französische Dekret vom 22. August 1945 in Kraft getreten war. Ab 1956 ermöglichte den Frauen die loi-cadre Defferre, sich an den Wahlen zur gesetzgebenden Versammlung vor Ort zu beteiligen. 1958 wurde das allgemeine Wahlrecht für Erwachsene eingeführt, 1960 wurde das Land unabhängig. Das allgemeine Wahlrecht wurde bestätigt.
Die Einführung des passiven Frauenwahlrechts erfolgte am 22. August 1945.
Ins nationale Parlament wurde am 9. April 1961 mit Joséphine Hundt erstmals eine Frau gewählt.